# 16807 Terasako
16807 Terasako (1997 TW25) là một tiểu hành tinh vành đai chính được phát hiện ngày 12 tháng 10 năm 1997 bởi A. Nakamura ở Kuma Kogen Astronomical Observatory.